# Bittin
Bittin est une commune située dans le département de Ouargaye de la province de Koulpélogo dans la région du Centre-Est au Burkina Faso.

## Santé et éducation
Bittin accueille un centre de santé et de promotion sociale (CSPS).